# Okręg Avallon
Okręg Avallon (fr. Arrondissement d'Avallon) – okręg we wschodniej Francji. Populacja wynosi 50 600.

## Podział administracyjny
W skład okręgu wchodzą następujące kantony:
- Ancy-le-Franc,
- Avallon,
- Cruzy-le-Châtel,
- Flogny-la-Chapelle,
- Guillon,
- L'Isle-sur-Serein,
- Noyers,
- Quarré-les-Tombes,
- Tonnerre,
- Vézelay.